# Vetonline
VetOnline - українська компанія, основним продуктом якої є одноіменний сервіс ветеринарної телемедицини, який дає змогу онлайн проконсультуватися з ветеринаром. З погляду економіко-суспільного контексту компанія працює в рамках концепції економіки спільної участі.

## Історія
Сервіс було засновано в 2019 році, спочатку було передбачено 2 послуги: онлайн консультацію та виклик ветеринара додому. Згодом від офлайн послуг відмовилися, натомість з'явилася опція підписки з безлімітним доступом до консультацій.
Активно розвиватися проект почав з 2021 року.
Влітку 2022 року команда пройшла акселераційну програму в  eō Business Incubators, який підтримується USAID.  Тоді ж було залучено грант в розмірі 5 000 $ від Української асоціації венчурного та приватного капіталу UVCA.
Загальні нвестиції в проект склали 120 000$. Сервіс працює за моделлю маркетплейсу.

## Розширення
В січні 2023 було запущено румунську версію Сервісу для обслуговування клієнтів з Румунії та Молдови.